# Dmitri Sysuyev
Bản mẫu:Eastern Slavic name
Dmitri Mikhailovich Sysuyev (tiếng Nga: Дмитрий Михайлович Сысуев; sinh ngày 13 tháng 1 năm 1988) là một cầu thủ bóng đá người Nga. Anh chơi ở vị trí tiền vệ tấn công hay tiền đạo cho F.K. Ufa.

## Thống kê sự nghiệp

### Câu lạc bộ
Tính đến trận đấu diễn ra ngày vào ngày 13 tháng 5 năm 2018
| Câu lạc bộ             | Mùa giải             | Giải vô địch                | Giải vô địch | Giải vô địch | Cúp     | Cúp       | Châu lục | Châu lục  | Tổng cộng | Tổng cộng |
| Câu lạc bộ             | Mùa giải             | Hạng đấu                    | Số trận      | Bàn thắng    | Số trận | Bàn thắng | Số trận  | Bàn thắng | Số trận   | Bàn thắng |
| ---------------------- | -------------------- | --------------------------- | ------------ | ------------ | ------- | --------- | -------- | --------- | --------- | --------- |
| F.K. Mordovia Saransk  | 2005                 | PFL                         | 20           | 6            | 1       | 0         | –        | –         | 21        | 6         |
| F.K. Mordovia Saransk  | 2006                 | PFL                         | 26           | 8            | 5       | 1         | –        | –         | 31        | 9         |
| F.K. Mordovia Saransk  | 2007                 | FNL                         | 36           | 5            | 1       | 0         | –        | –         | 37        | 5         |
| F.K. Torpedo Moskva    | 2008                 | FNL                         | 29           | 3            | 0       | 0         | –        | –         | 29        | 3         |
| F.K. Mordovia Saransk  | 2009                 | PFL                         | 28           | 14           | 5       | 4         | –        | –         | 33        | 18        |
| F.K. Mordovia Saransk  | 2010                 | FNL                         | 37           | 5            | 3       | 0         | –        | –         | 40        | 5         |
| FC Sibir Novosibirsk   | 2011–12              | FNL                         | 12           | 0            | 0       | 0         | –        | –         | 12        | 0         |
| FC Baltika Kaliningrad | 2011–12              | FNL                         | 25           | 1            | –       | –         | –        | –         | 25        | 1         |
| FC Baltika Kaliningrad | 2012–13              | FNL                         | 27           | 9            | 1       | 0         | –        | –         | 28        | 9         |
| FC Baltika Kaliningrad | 2013–14              | FNL                         | 27           | 4            | 0       | 0         | –        | –         | 27        | 4         |
| FC Baltika Kaliningrad | Tổng cộng            | Tổng cộng                   | 79           | 14           | 1       | 0         | 0        | 0         | 80        | 14        |
| F.K. Mordovia Saransk  | 2014–15              | Giải bóng đá ngoại hạng Nga | 10           | 0            | 2       | 1         | –        | –         | 12        | 1         |
| F.K. Mordovia Saransk  | 2015–16              | Giải bóng đá ngoại hạng Nga | 9            | 0            | 0       | 0         | –        | –         | 9         | 0         |
| F.K. Mordovia Saransk  | Tổng cộng (3 spells) | Tổng cộng (3 spells)        | 166          | 38           | 17      | 6         | 0        | 0         | 183       | 44        |
| F.K. Ufa               | 2015–16              | Giải bóng đá ngoại hạng Nga | 11           | 2            | 0       | 0         | –        | –         | 11        | 2         |
| F.K. Ufa               | 2016–17              | Giải bóng đá ngoại hạng Nga | 16           | 1            | 4       | 0         | –        | –         | 20        | 1         |
| F.K. Ufa               | 2017–18              | Giải bóng đá ngoại hạng Nga | 26           | 5            | 1       | 0         | –        | –         | 27        | 5         |
| F.K. Ufa               | Tổng cộng            | Tổng cộng                   | 53           | 8            | 5       | 0         | 0        | 0         | 58        | 8         |
| Tổng cộng sự nghiệp    | Tổng cộng sự nghiệp  | Tổng cộng sự nghiệp         | 339          | 63           | 23      | 6         | 0        | 0         | 362       | 69        |